# Siège de Zag
Guerre du Sahara occidental
Batailles
Le siège de Zag a lieu de décembre 1979 à mai 1980 entre les troupes du Front Polisario et l'armée marocaine à Zag, au Maroc.

## Forces en présence

### Armée marocaine
En mars 1979, un lieutenant marocain qui a déserté de la garnison explique qu'elle est constituée de 6 000 hommes, issus du 1er régiment d'infanterie motorisée, du 4e groupe d'escadrons blindés, du 1er bataillon de méharistes, du 3e groupe d'artillerie royale et de la 1re STATION, formé des combattants sahraouis. Le lieutenant est lui-même issu du 5e détachement d'intervention rapide.

## Déroulement

### Encerclement de la base
Depuis début décembre 1979, la base de Zag serait encerclée et harcelée par les forces sahraouies. Une attaque directe échoue le 6 décembre. Le 8 décembre, un Mirage F1CH marocain est abattu près de Zag par un missile 9K32 Strela-2 tiré par le Polisario.

### Tentative de sauvetage marocain
En mars 1980, l'opération Iman ayant pour but de ravitailler la base est une sévère défaite pour les Marocains.

### Bataille dans l'Ouarkziz et ravitaillement de la garnison
En mai 1980, le siège est levé,, à l'issue de la seconde bataille de l'Ouarkziz. Lors de la bataille qui se déroule entre le 6 et le 9 mai, 26 soldats marocains et 235 rebelles sont tués. Cette dernière bataille marque le début d'une nouvelle phase, où les FAR vont pouvoir reprendre l'avantage avec la construction du mur des sables.